# Phare de Perkins Island
Le phare de Perkins Island (en anglais : Perkins Island Light) est un phare actif situé sur Perkins Island (ceb), au bord de la rivière Kennebec dans le Comté de Sagadahoc (État du Maine).
Il est inscrit au Registre national des lieux historiques depuis le 21 janvier 1988 .

## Histoire
Le phare a été mis en service en 1898 dans le cadre d'une modernisation majeure des feux de la rivière comme le phare de Doubling Point et les phares d'alignement de Doubling Point et en même temps que le phare de Squirrel Point.
L'île Perkins est une petite île à prédominance boisée située au sud de la rivière Kennebec, du côté ouest de l'île Georgetown. Le phare situé à l'extrême ouest de l'île. La station consiste en une tour, une maison de gardien, une grange, un clocher (cloche de brume) et une maison à carburant.
La maison du gardien, comme le phare, est une structure en bois et un extérieur en bardeau de bois. Le clocher est une structure pyramidale recouverte de bardeaux, située près du rivage au sud de la tour.
Le phare a été autorisé par le Congrès en 1895, à la suite d'une recommandation du conseil du phare de 1892 visant à améliorer les aides à la navigation de la rivière Kennebec. La tour, la grange et la maison du gardien ont été achevées en 1898, année de la mise en service de la lumière. La station comprenait également à l'origine un hangar à bateaux, qui n'a pas survécu. Le clocher a été ajouté en 1902 et le bâtiment à carburant en 1906. La station a été automatisée en 1959 et la plupart des bâtiments ont été transférés à l'American Lighthouse Foudation  dans les années 1960 pour en assurer la préservation à travers l'association locale Friends of Perkins Island Lighthouse . Le feu continue de servir d’aide à la navigation.

## Description
Le phare  est une tour octogonale en bois, avec une galerie et une lanterne de 7 m de haut. La tour est non peinte et la lanterne est noire. Il émet, à une hauteur focale de 12,5 m, un bref éclat rouge de 0.3 seconde par période de 2.5 secondes. Sa portée est de 5 milles nautiques (environ 9 km). Il possède aussi deux feu à secteurs blanc, couvrant le chenal avec une portée de 6 milles nautiques (environ 11 km).

## Caractéristiques dufeu maritime
Fréquence : 2.5 secondes (R)
- Lumière : 0.3 seconde
- Obscurité : 2.2 secondes

Identifiant : ARLHS : USA-596 ; USCG : 1-6070 - Amirauté : J0152 .
|          |
| Le phare |

|                                     |
| Bâtiment de la cloche de brouillard |

### Lien connexe
- Liste des phares du Maine